# باشگاه ورزشی لئو ویکتور
باشگاه ورزشی لئو ویکتور، معروف به لئو ویکتور، یک باشگاه فوتبال سورینامی است که در سطح اول فوتبال سورینام بازی میکند. آنها بازی‌های خانگی خود را در پاراماریبو انجام می‌دهند.

## افتخارات
- لیگ سورینام: ۵ قهرمانی[۵]
- جام حذفی سورینام: ۲ قهرمانی[۶]
- سوپر جام سورینام: ۲ قهرمانی[۶]